# Donna D’Errico
Donna D'Errico (Dothan, Alabama, 30 de marzo de 1968) es una actriz y modelo estadounidense. D'Errico posó para la revista Playboy, llegando incluso a ser Playmate del mes de septiembre de 1995, además de actuar en la famosa serie Baywatch de 1996 a 1998, representando a una socorrista llamada Donna. Actualmente continúa actuando en cine y televisión. Estuvo casada con el bajista de la banda de hard rock Mötley Crüe, Nikki Sixx.

## Carrera
Antes de aparecer en Playboy, D'Errico tenía una compañía de limusinas con sede en Las Vegas. Cuando Playboy la eligió como su Playmate del mes para septiembre de 1995, su portada central.
Fue elegido para protagonizar la serie televisiva Baywatch, como “Donna Marco” durante dos temporadas, de 1996 a 1998. Un capítulo del programa trató sobre su presentación de Playboy. También fue anfitriona del show Battlebots y protagonizó Candyman 3: Day of the Dead. Durante un tiempo, D' Errico fue dueña de Zen Spa, un spa diurno en Calabasas, California. Después de dejar Baywatch, apareció en películas independientes, incluyendo Intervention (2007), Inconcebible (2008) y The Making of Plus One (2010) junto a Andie MacDowell, Jennifer Tilly, Colm Feore y Elizabeth McGovern.

## Vida personal
D'Errico se divorció del músico de rock Nikki Sixx en 2007, después de nueve años de matrimonio. Se habían separado poco después del nacimiento de su hija Frankie Jean en 2001, y se reconciliaron meses después cuando Sixx terminó la rehabilitación por dependencia de sustancias químicas. Los dos se separaron nuevamente el 27 de abril de 2006, con D'Errico solicitando el divorcio, y se divorciaron en junio de 2007.  D'Errico también tiene un hijo, Rhyan, nacido en 1993, de una relación diferente.
Posteriormente, D'Errico se describió a sí misma como una devota católica que asiste semanalmente a misa y reza el Rosario todas las noches con sus hijos. Cuando le preguntaron cómo su renovada fe católica se relacionaba con su pasado, ella dijo: «He cometido errores y elecciones en mi pasado que no haría hoy.  Es un capítulo de mi vida en el que he cerrado la puerta. Es como si fuera otra persona. No es quien soy hoy».

### Expedición al Monte Ararat
En 2011, D'Errico dijo que estaba preparándose para cumplir su sueño de escalar el Monte Ararat en Turquía en busca de los restos del Arca de Noé. D'Errico escaló el Monte Ararat a mediados de 2012, regresando a Estados Unidos en agosto, después de haber sufrido una gran caída cerca del final de la ascensión. Más tarde produjo un documental sobre la expedición.